# Чимолай, Давиде
Давиде Чимолай (итал. Davide Cimolai, род. 13 августа 1989 в Порденоне, Италия) — итальянский профессиональный шоссейный велогонщик, выступающий с 2017 года за команду Groupama-FDJ. Многократный Чемпион Италии на треке. 

## Достижения

### Чемпионаты
| Соревнование           | 2010 | 2011 | 2012 | 2013 | 2014 | 2015 | 2016 |
| ---------------------- | ---- | ---- | ---- | ---- | ---- | ---- | ---- |
| Чемпионаты мира — ТТТ  | —    | —    | 28   | 27   | —    | —    | —    |
| Чемпионат Италии — IТТ | 15   | —    | —    | —    | —    | —    | —    |
| Чемпионат Италии — RR  | —    | —    | —    | —    | —    | —    | 41   |

### Выступления
2010
- 1-й — Prueba Villafranca de Ordizia
- 1-й на этапе 4 — Тур Люксембурга

2011
- 2-й — Trofeo Deia
- 9-й — Trofeo Inca
- 10-й — Tour du Haut Var

2012
- 1-й — Prueba Villafranca de Ordizia

2013
- 7-й — Тур Даун Андер

2014
- 1-й — Prueba Villafranca de Ordizia
- 1-й на этапе 1(ТТТ) — Вуэльта Испании
- 2-й — Klasika Primavera

2015
- — Чемпионат Испании в индивидуальной гонке
- 8-й — Тур Даун Андер
- 9-й — Париж — Ницца

2016
- 2-й — Klasika Primavera
- 5-й — Тур Дубая

2017
- 4-й — Париж — Ницца

## Статистика выступлений наГранд Турах
- Тур де Франс
  - Участие:4
    - 2013: 137
    - 2014: 163
    - 2015: 155
    - 2016: 158

- Джиро д'Италия
  - Участие:0

- Вуэльта Испании
  - Участие:1
    - 2012: 163